# Oshkosh Airshow

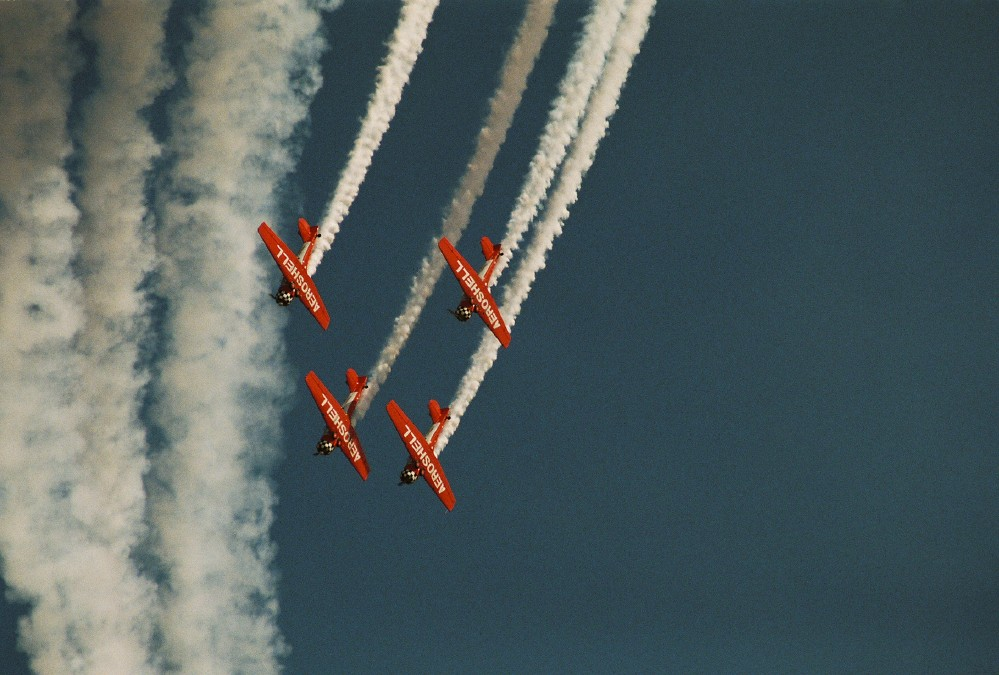
Flyguppvisning på Oshkosh Airshow

Oshkosh Airshow är en årlig sammankomst för tusentals flygentusiaster varje år från hela världen. Evenemanget hålls i den amerikanska staden Oshkosh i delstaten Wisconsin. Det fulla namnet är EAA AirVenture Oshkosh. EAA betyder Experimental Aircraft Association och är en organisation grundad 1953 och även denna baserad i Oshkosh med officiell webbplats 
På flygshowen har genom åren återfunnits allt från tiotusentals små privatplan till militärflygplan och Concorde.